# Patiala
Patiala (pendżabski: ਪਟਿਆਲਾ) – miasto w indyjskim stanie Pendżab. Położone w południowo-wschodniej części stanu, pomiędzy 29°49′ i 30°47′ N oraz 75°58′ i 76°54′ E.
Jest administracyjną siedzibą dystryktu Patiala, było stolicą księstwa Patiali w byłym regionie Pendżab – prowincji Indii Brytyjskich.